# Unitat de Policia Autònoma de Galícia
La Unitat de Policia Autònoma de Galícia és una unitat del Cos Nacional de Policia adscrita a la Comunitat Autònoma de Galícia. Per tant, no és una policia autonòmica com ho són els Mossos d'Esquadra, l'Ertzaintza, la Policia Foral de Navarra o la Policia Canària.
Depèn orgànicament de la Direcció general de la Policia i de la Guàrdia Civil (Ministeri de l'Interior d'Espanya) i funcionalment de la Direcció general d'Emergències i Interior de la Xunta de Galícia, segons les previsions de l'article 25.27 de l'Estatut d'Autonomia de Galícia. La seva Prefectura està a Santiago de Compostel·la.
Quan va ser creada, el 19 de juny de 1991, disposava d'uns 300 agents, que arribaren a 407 en 2006. Els plans de la Junta el 2004 consistien que el nombre d'agents arribés a 500 abans de 2007, la meitat dels quals s'ocuparia de funcions de vigilància del tràfic. Actualment hi ha 680 guàrdies civils ocupant-se d'aquestes tasques a la comunitat autònoma, que rebran l'oferta d'incorporar-se al cos autonòmic.
D'altra banda, el govern de la Xunta pretén que la policia autonòmica assumeixi les mateixes competències que altres policies autonòmiques espanyoles, sobretot referent a les activitats de policia judicial i de seguretat ciutadana.